# Showtime (film)
Showtime is een Amerikaanse actie-komedie uit 2002 onder regie van Tom Dey. De film werd genomineerd voor Golden Raspberry Awards voor slechtste acteur (Eddie Murphy) en slechtste filmduo (Murphy en Robert De Niro), maar ook voor een Taurus World Stunt Award voor beste stunt met een voertuig.

## Verhaal
Mitch Preston (De Niro) is een bloedserieuze politieagent die zo functioneel mogelijk de wet handhaaft. Tegen zijn zin in wordt hem opgedragen samen met acteur Trey Sellars (Murphy) de hoofdrol te spelen in een realityserie opgezet door televisieproducente Chase Renzi (Rene Russo). Sellars is alleen geen politieagent, maar een acteur. Hij haalt Preston het bloed onder de nagels vandaan door te pas en te onpas allerlei patserige fratsen uit te halen die naast opvallen totaal geen nut hebben. Terwijl Preston probeert misdaden op te lossen, is Sellars voornamelijk bezig met zo goed mogelijk in beeld komen. Ze krijgen te maken met een serieuze zaak wanneer een organisatie onder leiding van Caesar Vargas (Pedro Damián) probeert een nieuw soort supergeweer op de (zwarte) markt te brengen.

## Rolverdeling
- Robert De Niro - Mitch Preston
- Eddie Murphy - Trey Sellars
- Pedro Damián - Caesar Vargas
- Rene Russo - Chase Renzi
- Mos Def - Lazy Boy